# Virgin Money UK
Virgin Money é uma empresa de serviços financeiros que opera no Reino Unido. A marca foi fundada por Richard Branson em março de 1995. Era originalmente conhecida como Virgin Direct.
Na década de 2000, a empresa expandiu suas operações em todo o mundo. Virgin Money anunciou planos para se tornar um banco, e tentou comprar o Northern Rock em 2007 antes de ser nacionalizado pelo governo britânico. A Virgin solicitou sua própria licença bancária em 2009, e ganhou uma através da aquisição da Church House Trust no ano seguinte. A empresa comprou o Northern Rock em janeiro de 2012 e rebatizou o negócio como Virgin Money.
Em junho de 2018, a Virgin Money concordou com uma aquisição pela CYBG, que foi concluída em outubro de 2018. Foi incorporada pelo Clydesdale Bank em 21 de outubro de 2019, continuando com o nome comercial.

## História

### Formação
A empresa foi lançada como Virgin Direct em parceria com Norwich Union em 3 de março de 1995. Lançou a The One Account, em parceria com o Royal Bank of Scotland (RBS), em 1997. Naquele ano, a AMP comprou a participação de 50% da Norwich Union. Em 2000, virginmoney.com foi lançado para comparação de preços. O RBS comprou a participação da Virgin na joint venture One Account em 2001.
Em 2002, a Virgin Direct fundiu-se com a virginmoney.com para formar a empresa atual. Virgin Money expandiu suas operações em todo o mundo na década de 2000. Assumiu 100% da propriedade da empresa em abril de 2004, comprando os 50% restantes da participação por £ 90 milhões da AMP.
Em 2007, a Virgin fez uma oferta para adquirir o banco Northern Rock; este lance inicial falhou. Em uma entrevista ao The Times em 9 de março de 2009, Branson afirmou que ainda espera que a Virgin Money expanda suas operações para o setor bancário, dizendo: "Vamos voltar ao negócio hipotecário e nos tornaremos um banco por aquisição ou pela obtenção de nossa própria licença bancária. Você nos verá nos tornar um banco nos próximos anos."
Em outubro de 2009, a Virgin Money solicitou à Autoridade de Serviços Financeiros uma licença bancária. Em fevereiro de 2011, eles anunciaram sua intenção de alugar um grande escritório em Edimburgo.
Em 8 de janeiro de 2010, foi anunciado a aquisição da Church House Trust por £ 12,3 milhões, dando à Virgin uma pequena posição no mercado bancário do Reino Unido. Embora a Church House Trust não tivesse filiais, forneceu à Virgin uma licença bancária. Como parte da aquisição, a empresa concordou em investir mais £ 37,3 milhões no negócio.
No final de janeiro, Brian Pitman tornou-se presidente da empresa; Ele já havia sido consultor durante a tentativa de compra do Northern Rock em 2007. Em fevereiro, Pitman afirmou que a Virgin tinha interesse em adquirir algumas agências de outros bancos que estivessem em boas localizações; filiais pertencentes ao RBS e Lloyds foram relatadas como possíveis candidatas. Após a morte de Pitman, David Clementi foi nomeado presidente. Em abril de 2010, Wilbur Ross investiu £ 100 milhões, uma participação de 21%. Ross já havia apoiado a empresa em sua oferta anterior pelo Northern Rock. James Lockhart, vice-presidente da WL Ross & Co, também juntou-se ao conselho.

### Aquisição do Northern Rock

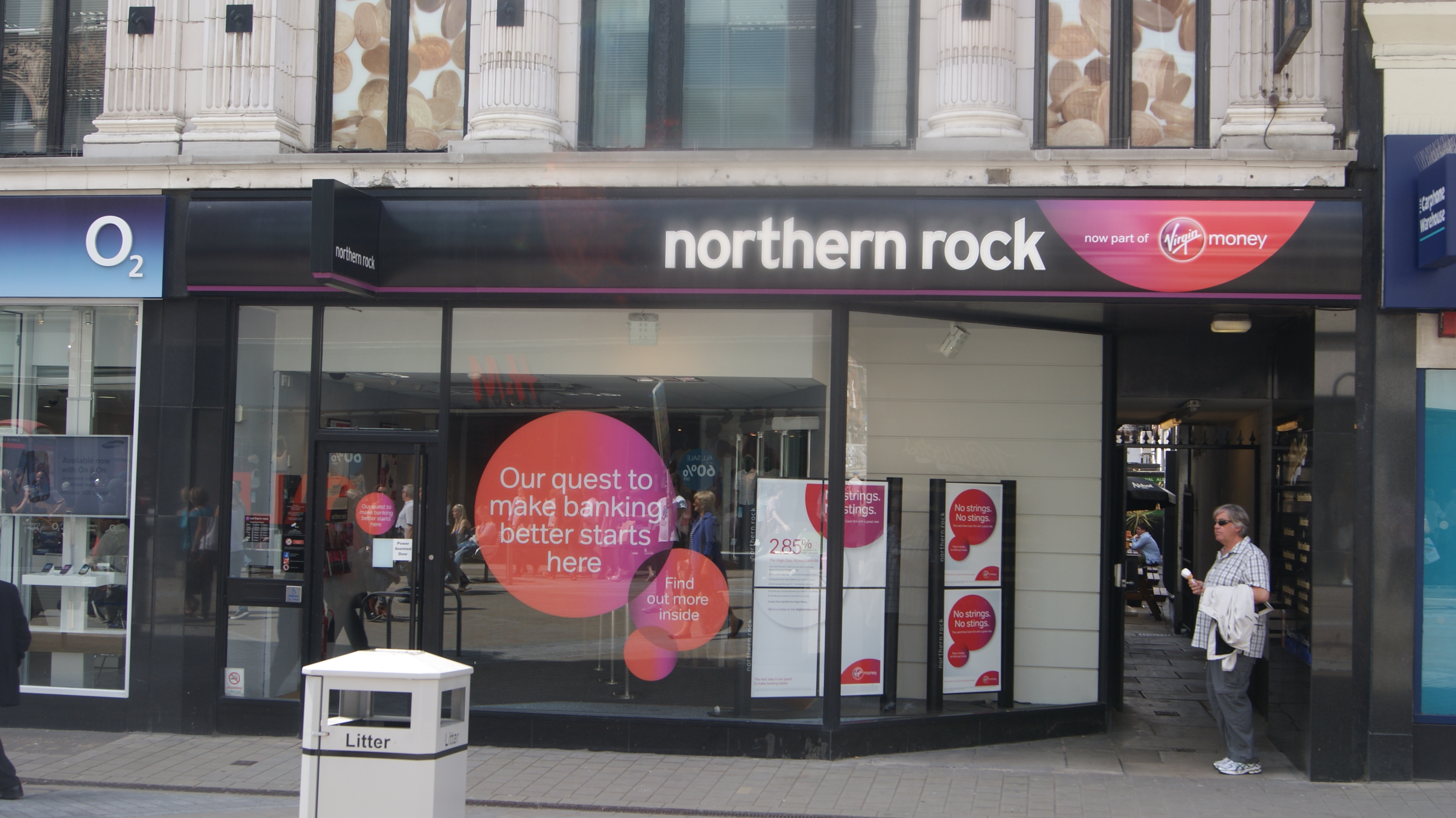
Uma filial do Northern Rock com a marca Virgin Money em Briggate, Leeds

Em 13 de outubro de 2007, Richard Branson anunciou que o Virgin Group estava montando um consórcio de financiadores para investir milhões no conturbado banco Northern Rock e em troca obter uma participação aproximada de 30% no negócio, trazendo os atuais produtos financeiros oferecidos pela Virgin e combinando-os com os produtos do Northern Rock. Em fevereiro de 2008, a Virgin era a licitante preferida pelo banco e anunciou em sua apresentação oficial ao governo que, se tivessem sucesso, eles fariam uma fusão, nomeando a nova empresa como "Virgin Bank". A oferta inicial não foi bem-sucedida e o Northern Rock foi então nacionalizado.
Durante 2011, o governo pediu novamente aos pretendentes que apresentassem propostas para o Northern Rock. Em 17 de novembro de 2011, foi anunciado que a Virgin Money compraria o banco por £ 747 milhões. WL Ross & Co aumentou sua participação na Virgin Money, detendo 44% do negócio, investindo £ 260 milhões no negócio. Em 2014, a Virgin reembolsou £ 154,5 milhões que havia recebido como parte do pacote de refinanciamento.
Não haveria mais perdas de empregos, exceto aquelas anunciadas anteriormente. A Virgin também se comprometeu a manter a sede do negócio em Newcastle Upon Tyne. Em 9 de janeiro de 2012, Richard Branson visitou algumas filiais do Northern Rock.

### Desenvolvimentos posteriores
Em 22 de junho de 2012, a Virgin adquiriu o restante das instalações do Northern Rock, o "banco ruim" que foi separado antes da venda. Em 23 de julho, foi anunciado que a empresa também adquiriria £ 465 milhões em ativos hipotecários. Em 12 de outubro, a marca Northern Rock foi extinta.
Em janeiro de 2013, concordou em comprar £ 1 bilhão em ativos da MBNA; estes são do Virgin Credit Card que ambas gerenciam em parceria desde 2002. O cartão foi integrado às operações da Virgin em 2014 e esperava-se que criasse 150 empregos. O ex-vice-presidente da MBNA Corporation, Lance Weaver, tornou-se presidente da Virgin Money Cards.
Em outubro de 2014, foi anunciado que a Virgin Money iria lançar ações na Bolsa de Valores de Londres para arrecadar aproximadamente £ 150 milhões. A oferta levou a um pagamento final de £ 50 milhões ao governo do Reino Unido em relação ao OPI da empresa.
WL Ross & Co reduziu sua participação na empresa para 23,3% em abril de 2015; Já Stanhope reduziu para 1%. WL Ross & Co vendeu sua parte restante em novembro de 2016. Em 2017, a empresa tinha 3,34 milhões de clientes.

### Aquisição pela CYBG
Em 7 de maio de 2018, foi relatado que CYBG havia feito uma oferta de £ 1,7 bilhão para adquirir a empresa. O pagamento seria em ações: a CYBG daria 1,2125 novas ações para cada ação da Virgin Money, que representou um aumento de 19% em relação ao preço atual, e veria a Virgin Money compreendendo 38% do novo grupo — que se tornaria o sexto maior banco do Reino Unido com 6 milhões clientes e empréstimos totais de £70 bilhões.
Em 18 de junho, foi anunciado que a aquisição havia sido acordada. Foram feitos acordos para que a CYBG licenciasse a marca por £ 12 milhões por ano (mais tarde aumentando para £ 15 milhões por ano) e transferir todos os seus clientes de varejo para a Virgin Money nos três anos seguintes. A aquisição foi concluída em 15 de outubro de 2018 e as ações foram, portanto, retiradas da Bolsa de Valores de Londres.
Foi relatado que o acordo resultaria na perda de 1.500 empregos. A operação bancária seria liderada pela marca Virgin Money e as marcas Clydesdale e Yorkshire Bank desapareceriam. A executiva-chefe Jayne-Anne Gadhia foi mantida como consultora sênior. A aquisição de todas as ações deu a ela um lucro de cerca de £ 12,5 milhões. Richard Branson, que detinha uma participação de 35%, terá uma participação de 13% no novo grupo combinado.
Em junho de 2019, a CYBG anunciou seus planos de consolidar seus negócios sob a mesma marca. B e Yorkshire Bank, divisões comerciais do Clydesdale Bank, começaram a usar o nome Virgin Money no final de 2019 e Clydesdale Bank também é substituído no final de 2020 ao início de 2021.

## Marca

### Identidade

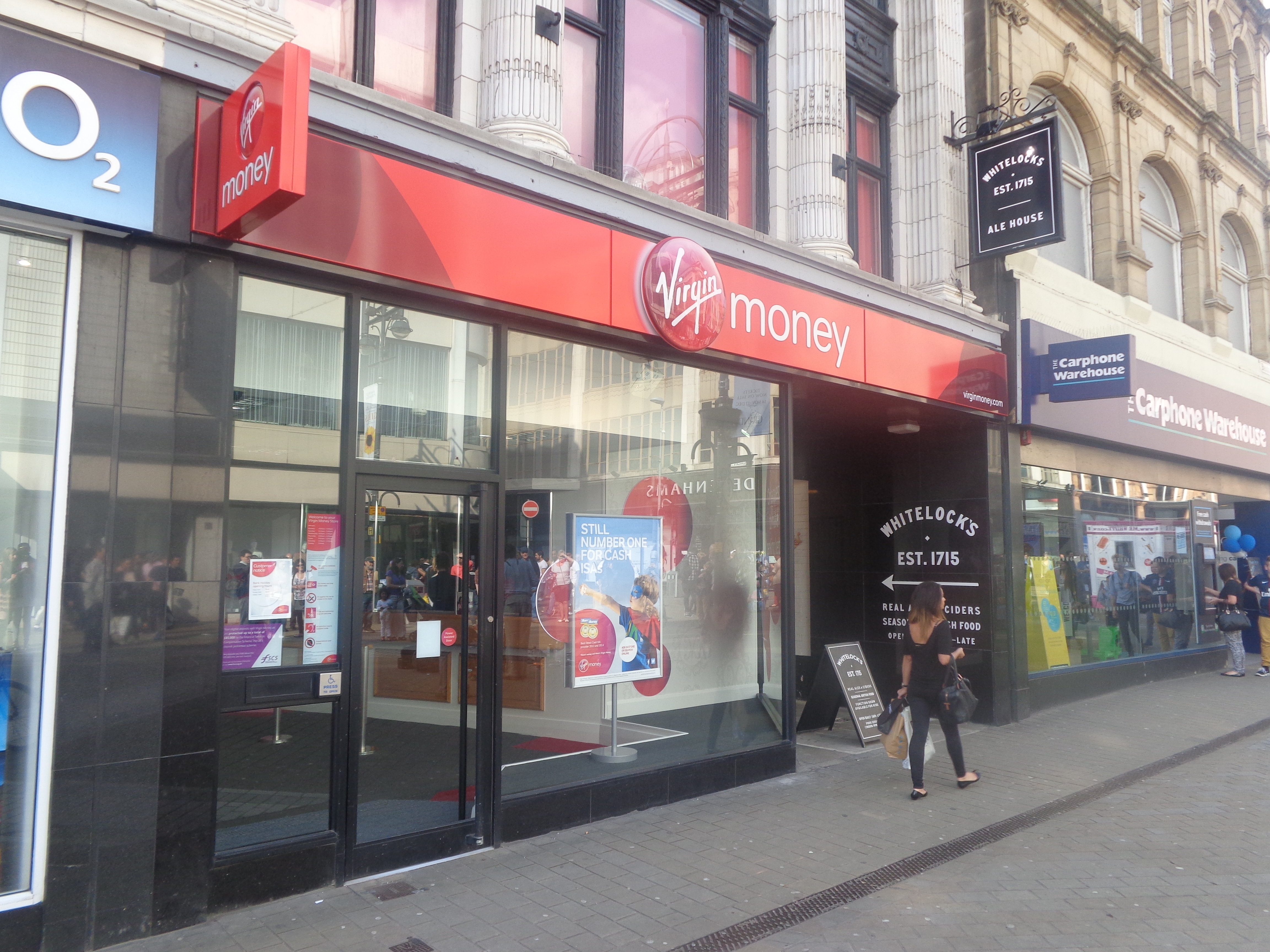
Fachada de um prédio da Virgin Money

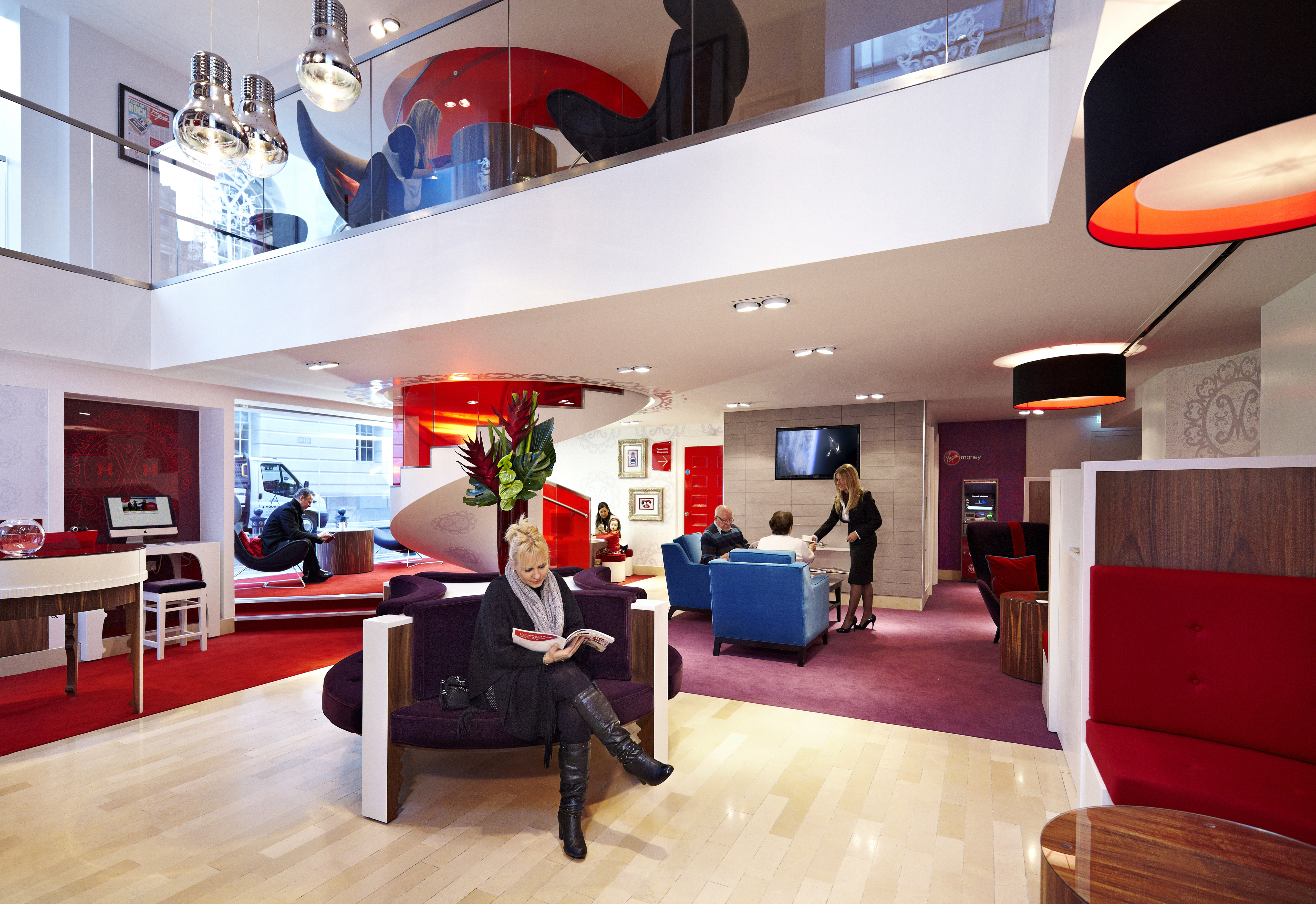
Interior do prédio em Manchester

A versão mais recente do logotipo da Virgin Money foi adotada em dezembro de 2019 e tem a palavra "Virgin" em um círculo vermelho formado na letra "O" na palavra "Money". O logotipo anterior foi adotado em janeiro de 2012 e foi introduzido para significar a compra do Northern Rock, que usava um logotipo magenta. O anúncio de televisão de janeiro de 2012, apresentando o lançamento de serviços e promovendo a marca, foi dirigido por Duncan Jones. O logotipo mais antigo da Virgin Money era a palavra "Virgin" em um retângulo inclinado vermelho, semelhante em formato a um cartão de crédito, seguido pela palavra "Money". Um logotipo anterior tinha a palavra "Virgin" em um círculo grande e três círculos menores acima da palavra "Money". O logotipo da Virgin Direct era uma representação mais simplista do nome da empresa, em branco no topo de um retângulo vermelho com um semicírculo anexado no lado esquerdo.

### Sede
A sede da Virgin Money são os antigos escritórios do Northern Rock, em Newcastle upon Tyne. O local fica próximo ao parque empresarial Regent Centre e é composto por dois edifícios de cor cinza construídos na década de 1990 e alguns adicionais de arenito e vidro construídos no início dos anos 2000. A Virgin também tem prédios em Piccadilly, Londres, Chester e em Norwich, que era a sua sede antes de se tornar um banco.

## Serviços

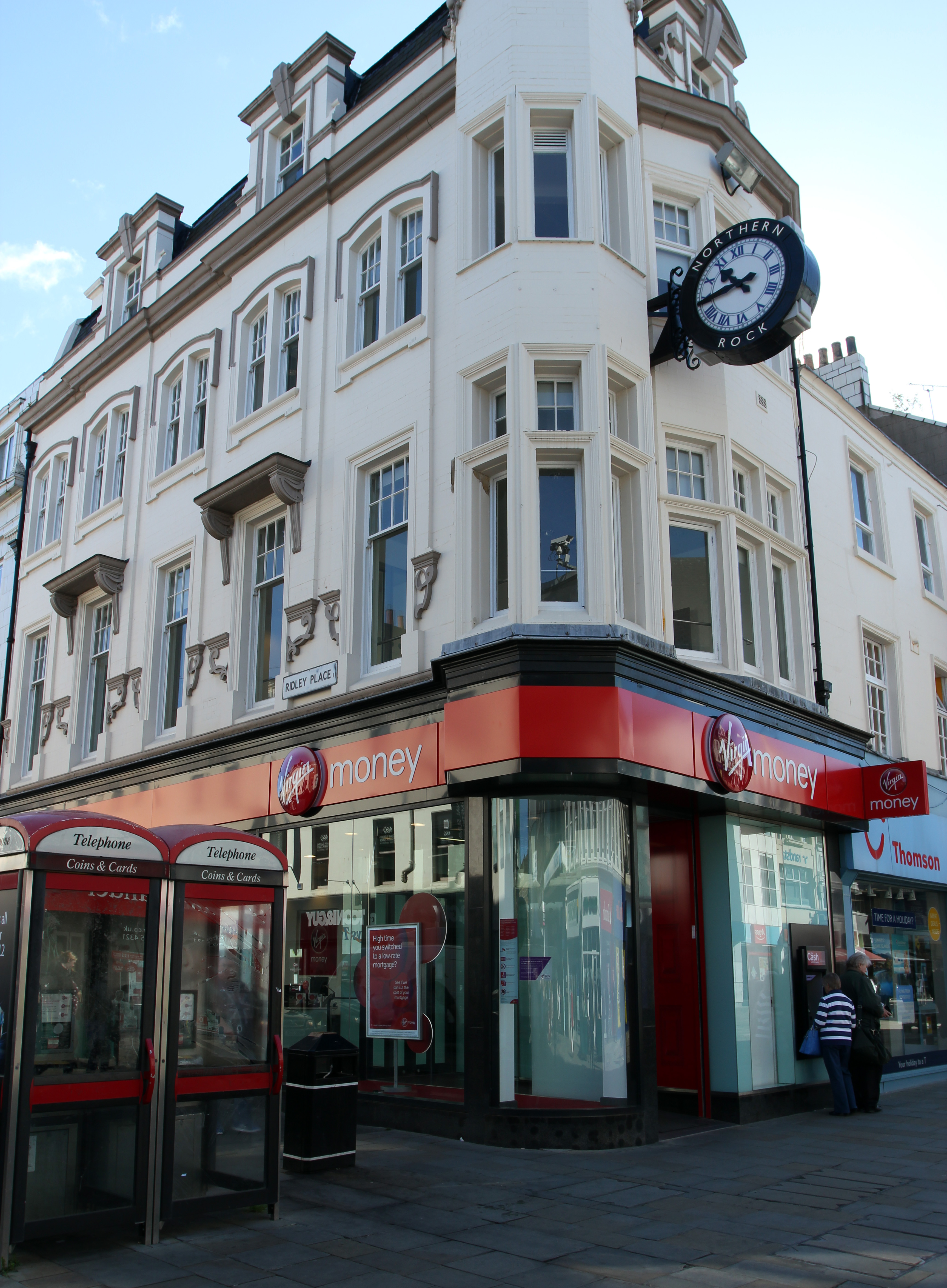
Virgin Money em Newcastle upon Tyne. Esta era anteriormente uma filial do Northern Rock, tornou-se um símbolo conhecido do colapso do antigo banco

Virgin Money oferece uma gama de produtos de poupança e investimento, hipotecas, cartões de crédito, seguros e pensões. A fusão com a Northern Rock ampliou o alcance, com as primeiras contas poupança oferecidas em janeiro de 2012. O banco lançou sua própria linha de conta corrente em julho de 2014, inicialmente apenas na Escócia e na Irlanda do Norte. Isso foi expandido para o resto do Reino Unido em 2015. A conta usa tecnologia usada anteriormente pelo banco B. Todas as contas existentes foram convertidas.
A Virgin renomeou as 75 filiais do Northern Rock, e a primeira a receber uma reforma foi inaugurada em 9 de janeiro de 2012. Richard Branson também indicou em entrevistas que gostaria de abrir filiais em estações ferroviárias; Virgin Rail Group operava várias estações ferroviárias na época. O processo completo de rebranding, que também incluiu a combinação do site Northern Rock com o site Virgin Money existente, foi concluído em outubro.

## Virgin Money Giving
Virgin Money Giving é uma empresa sem fins lucrativos criada pela Virgin em outubro de 2009. A partir de 2010, o Virgin Group assinou um contrato de cinco anos para ser o patrocinador oficial da Maratona de Londres. Este patrocínio levou à criação da Virgin Money Giving, com o objetivo de “ajudar todos os angariadores de fundos a angariar mais dinheiro para boas causas”. O acordo foi estendido pelo menos até 2017.

## Virgin Money Foundation
A Virgin Money Foundation é o braço de caridade do banco e foi fundada em 2015. O banco prometeu inicialmente £ 4 milhões para a instituição de caridade ao longo de 4 anos, e o governo do Reino Unido comprometeu-se a igualar essa promessa.

## Operações internacionais
Em 2003, o Virgin Group lançou seu primeiro empreendimento fora do Reino Unido, introduzindo seus cartões de crédito na Austrália. Em 2006, a Virgin Money South Africa lançou um cartão de crédito em parceria com o ABSA. Em 2007, foi lançada nos Estados Unidos depois que o Virgin Group fez um investimento na CircleLending, uma empresa que facilitou empréstimos peer-to-peer. A marca não é mais usada na África do Sul ou nos EUA.